# Stefan Witold Matejko
Stefan Witold Matejko (ur. 5 maja 1872 w Kołomyi, zm. 5 lutego 1935 w Krakowie) – polski artysta malarz, projektant witraży, w latach 1907–1914 kierownik artystyczny Krakowskiego Zakładu Witrażów S.G. Żeleński, bratanek Jana Matejki.

## Życiorys
Urodził się jako syn Adolfa Matejki (ur. około 1830, zm. około 1870), starszego brata Jana Matejki, inżyniera przy Starostwie w Kołomyi, a następnie Bochni i Krakowie, oraz Stanisławy z Lorentzów (ur. około 1850). Miał dwóch braci, starszego Władysława (ur. 1871), późniejszego chemika oraz Adama Bolesława (ur. 1875), profesora w Gimnazjum św. Jacka w Krakowie. W 1886 rozpoczął naukę w Szkole Sztuk Pięknych w Krakowie pod kierunkiem Władysława Łuszczkiewicza. W 1889 uczestniczył w wyjeździe inwentaryzacyjnym w okolicach Biecza, Grybowa i Krosna pod kierunkiem profesora Łuszczkiewicza. Rysunki wtedy wykonane przez niego mają wartość dokumentalną. W 1892 otrzymał stypendium im. Maksymiliana i Franciszka Siemianowskich, które umożliwiło mu naukę w Akademii Sztuk Pięknych w Monachium, stypendium zostało przedłużone o kolejny rok. Po powrocie do Krakowa malował portrety, sceny rodzajowe, pejzaże. Specjalizował się w sztuce dekoracyjnej wykonując polichromie, mozaiki i projektując witraże. Wykonał wraz z Piotrem Nizińskim (istniejącą na wysokości gzymsu, reszta zamalowana) polichromię do Kościoła św. Mikołaja w Krakowie, a w 1897 do Kaplicy Matki Boskiej Bolesnej przy kościele Franciszkanów. W latach 1898–1899 wykonywał wraz z innymi krakowskimi artystami (Nizińskim, Franciszkiem Bruzdowiczem, Leonardem Strojnowskim i Kasprem Żelechowskim) polichromie w katedrze w Kielcach. W 1906 pracował z Nizińskim nad polichromią w Kościele św. Jana Chrzciciela w Sosnowcu-Niwce, a w 1907 ze Stanisławem Bergmanem i Kasprem Żelechowskim przy polichromii w Kościele św. Marcina w Błażowej. W latach 1900–1910 projektował i był udziałowcem Fabryki Fajansów J. Niedźwiecki i Ska na Dębnikach w Krakowie, którą prowadziła jego kuzynka, Beata z Matejków Kirchmayerowa, wraz z mężem Wincentym. Pracując u Żeleńskich, prowadząc własną firmę oraz w latach 1922–1928 będąc głównym projektantem w Wytwórni Witraży i Zakładzie Oszkleń „Industria”, zaprojektował witraże do kilkudziesięciu kościołów i kamienic prywatnych.  
Projekty witraży Matejki charakteryzują się połączeniem stylu malarstwa historycznego i secesji. Matejko łączył ze sobą dekoracyjną kolorystykę oraz miękką secesyjną linię, przepych ornamentowych wzorów zaczerpniętych ze świata przyrody.

## Życie prywatne
Po powrocie z Monachium zamieszkał w kamienicy „Pod Smokiem” przy ulicy Smoleńsk. Ożenił się w styczniu 1897 ze starszą od siebie o 8 lat Emilią Schäffer. Zamieszkali przy Rynku Dębnickim 2. Para nie miała własnych dzieci. W 1915 zaopiekowali się dwuletnim bratankiem i chrześniakiem Emilii Witoldem Schäfferem (1913–1997) – późniejszym inżynierem, który zmienił później nazwisko na Sewiński. Stefan zmarł 5 lutego 1935 w Szpitalu św. Łazarza w Krakowie w wyniku miażdżycy. Został pochowany na cmentarzu Rakowickim (kwatera Ib rząd wsch.). Na grobowcu brak nazwiska Matejki. Żona artysty zmarła w styczniu 1936 w wyniku komplikacji po złamaniu kości udowej. Jej nieopłacony grób na krakowskim cmentarzu Rakowickim przekopano w latach 50. XX wieku.

## Realizacje witraży według projektów Stefana Matejki
Źródło:
- witraże przedstawiające Matkę Boską Częstochowską i Ostrobramską oraz herby Polski i Litwy z 1905 w Kaplicy na Jaszczurówce[14]
- 1907 witraże do kościoła św. Wojciecha w Gawłuszowicach
- 1907 witraż z Matką Boską Częstochowską do kościoła św. Trójcy w Leżajsku
- 1907 witraże w kościele św. Filipa i Jakuba w Mystkowie
- 1907 zespół witraży w kościele Świętej Rodziny w Tarnowie
- 1907–1908 6 sztuk witraży w kościele św. Anny w Zborowie (niezachowane)
- 1908 witraże z wizerunkami św. Franciszka i św. Antoniego z Padwy do kościoła św. Anny w Bieczu
- 1908 witraże do nieistniejącego już kościoła Św. Stanisława biskupa w Niżniowie
- 1908–1914 witraże do nieistniejącego już kościoła Matki Boskiej Nieustającej Pomocy w Tarnopolu
- 1909–1910 6 witraży do kościoła św. Zofii w Dylągowej
- 1909 4 witraże do kościoła św. Michała Archanioła w Jodłówce Tuchowskiej
- 1909–1910 4 witraże do kościoła św. Marcina w Krościenku Wyżnym
- 1910–1911 6 witraży i projekt ołtarzy bocznych do kościoła Podwyższenia Krzyża Świętego w Giewartowie
- 1910 witraż Matka Boska Różańcowa i witraż św. Józef (sygnowane)  w kościele św. Jana Chrzciciela w Sokołowie Małopolskim
- 1910 witraże Modlitwa w Ogrojcu i Matka Boska Bolesna (sygnowane) w kościele Świętego Krzyża w Żywcu
- 1912 witraż ze św. Stanisławem Kostką i witraż z Królową Jadwigą w kościele św. Jana Chrzciciela w Brzeźnicy
- 1912–1913 zespół 17 witraży w kościele Najświętszej Maryi Panny Królowej Polski w Korczynie[15]
- 1912 witraże w kościele Najświętszej Maryi Panny z Lourdes w Krakowie
- 1912 28 witraży w kościele Narodzenia Najświętszej Maryi Panny w Siedliskach-Boguszy
- 1912 witraż Serca Jezusa (sygnowany) i witraż Serca Marii oraz witraże geometryczne w kościele św. Sebastiana w Wieliczce
- 1913 4 witraże do kościoła św. Józefa w Luszowicach
- 1916 2 witraże do kościoła pw. Najświętszej Marii Panny w Hyżnym
- 1916 6 witraży w kościele św. Michała Archanioła w Żeleźnikowej Wielkiej
- 1917 6 witraży do kościoła Najświętszej Maryi Panny Szkaplerznej w Szynwałdzie[16]
- 1919–1920 witraże do kościoła św. Anny w Bobinie
- 1919–1922 witraże w kościele św. Trójcy w Myszyńcu
- 1921 witraż przedstawiający św. Michała Archanioła oraz witraż „Anioł Stróż” w kościele św. Łukasza w Skórkowicach
- 1928 4 witraże w kościele św. Wawrzyńca w Rajczy
- zespół witraży wykonywany dla krakowskich kamienic: 1910 „Ogród” na klatce schodowej kamienicy przy ulicy Staszica 14, 1911 „Irysy” (nadświetle) kamienicy przy ul. Karmelickiej 27, 1912 witraże w kamienicy przy ulicy Karmelickiej 28, 1912 „Pejzaż z jeziorem” oraz „Bosa dziewczyna idąca drogą” w kamienicy przy ulicy Ariańskiej 5, 1914  „Maki” oraz „Irysy” w kamienicy przy ulicy Piłsudskiego 9, brak daty „Wierzby” w kamienicy przy ulicy Garncarskiej 5 oraz nadświetle „Pejzaż z topolami” przy ulicy Topolowej 46[13].

## Galeria

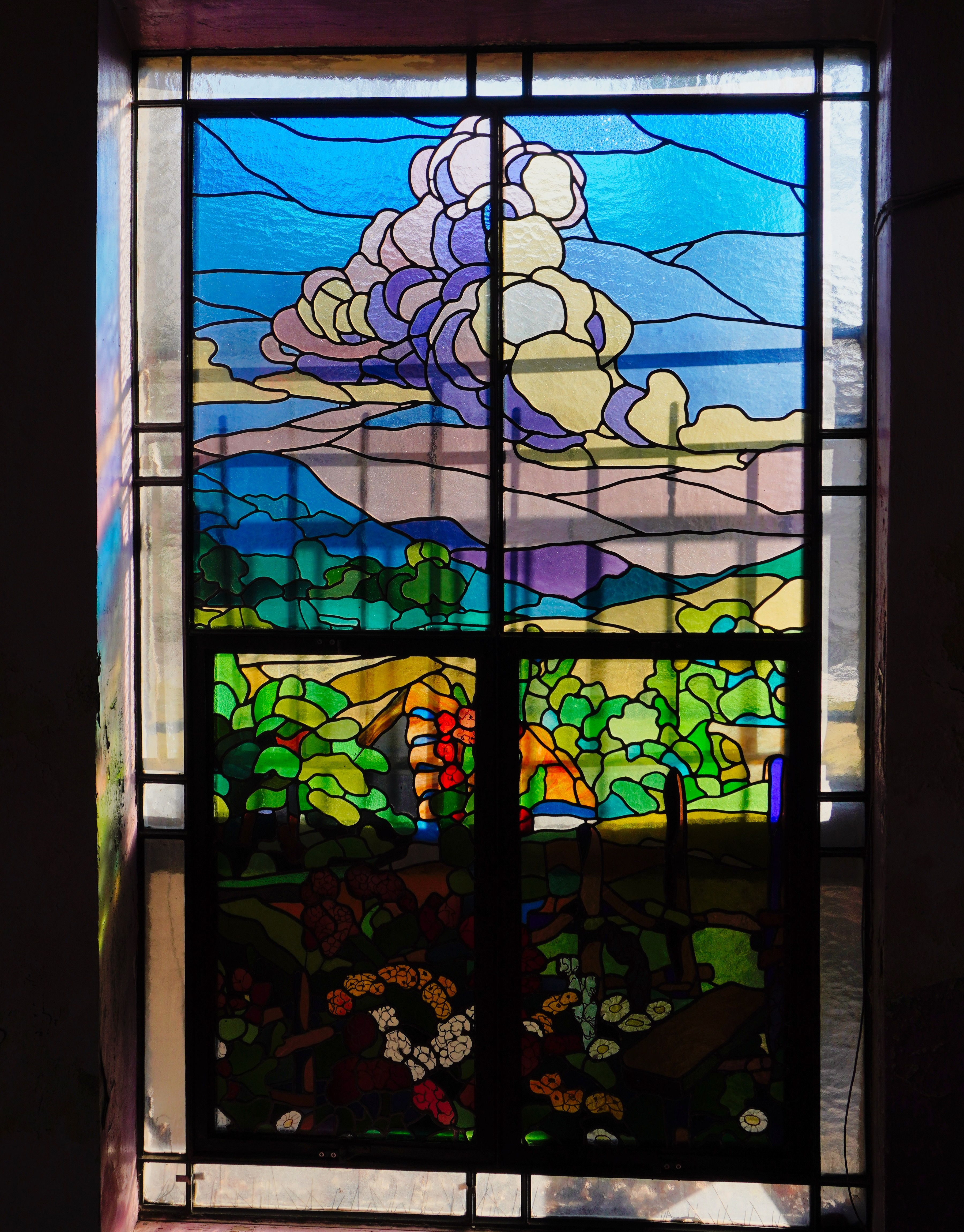
Witraż „Ogród” (1910), Kraków,  ul. Staszica 14, II półpiętro
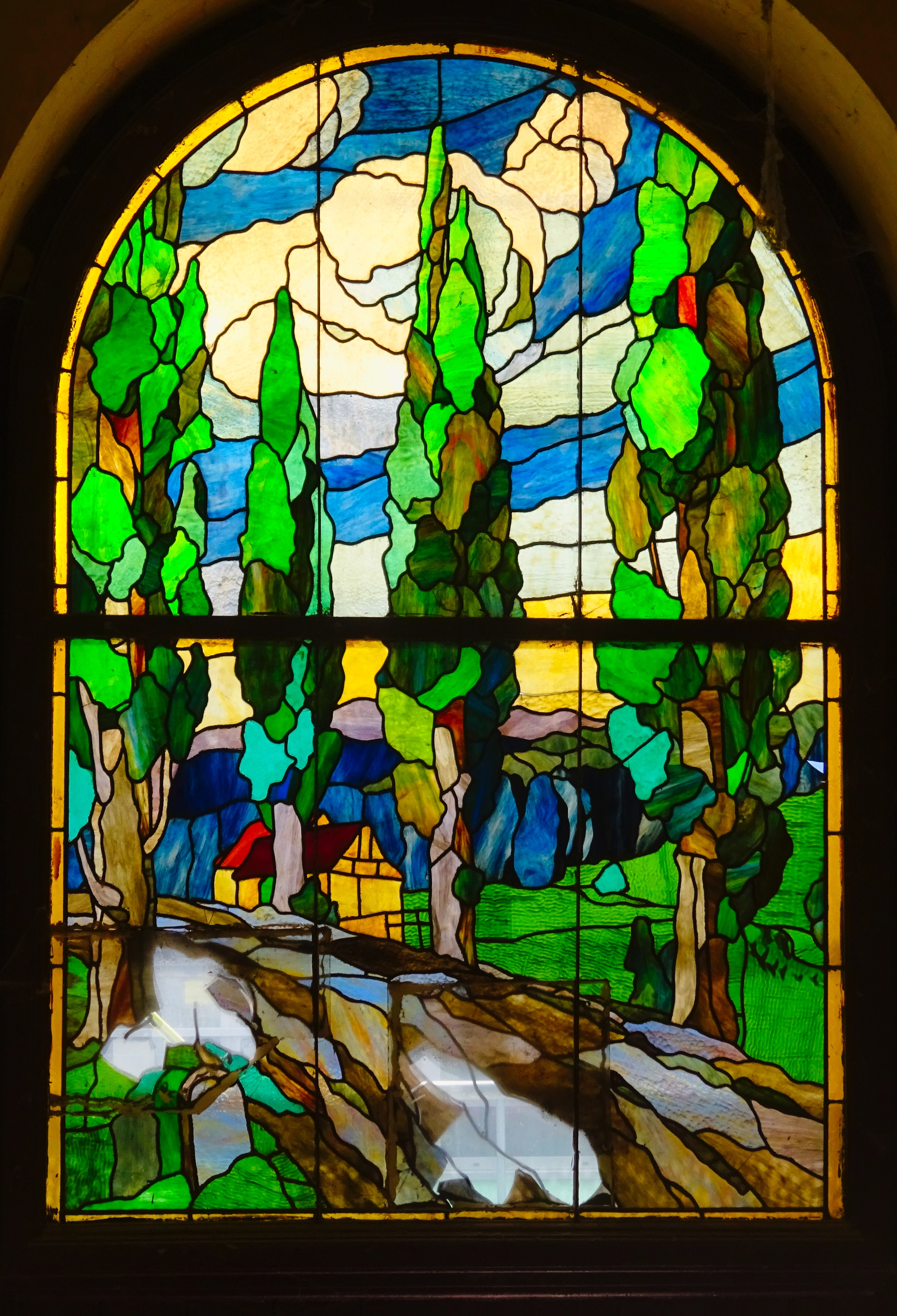
Witraż „Pejzaż z topolami” (1910), Kraków, ul. Topolowa 46, nadświetle
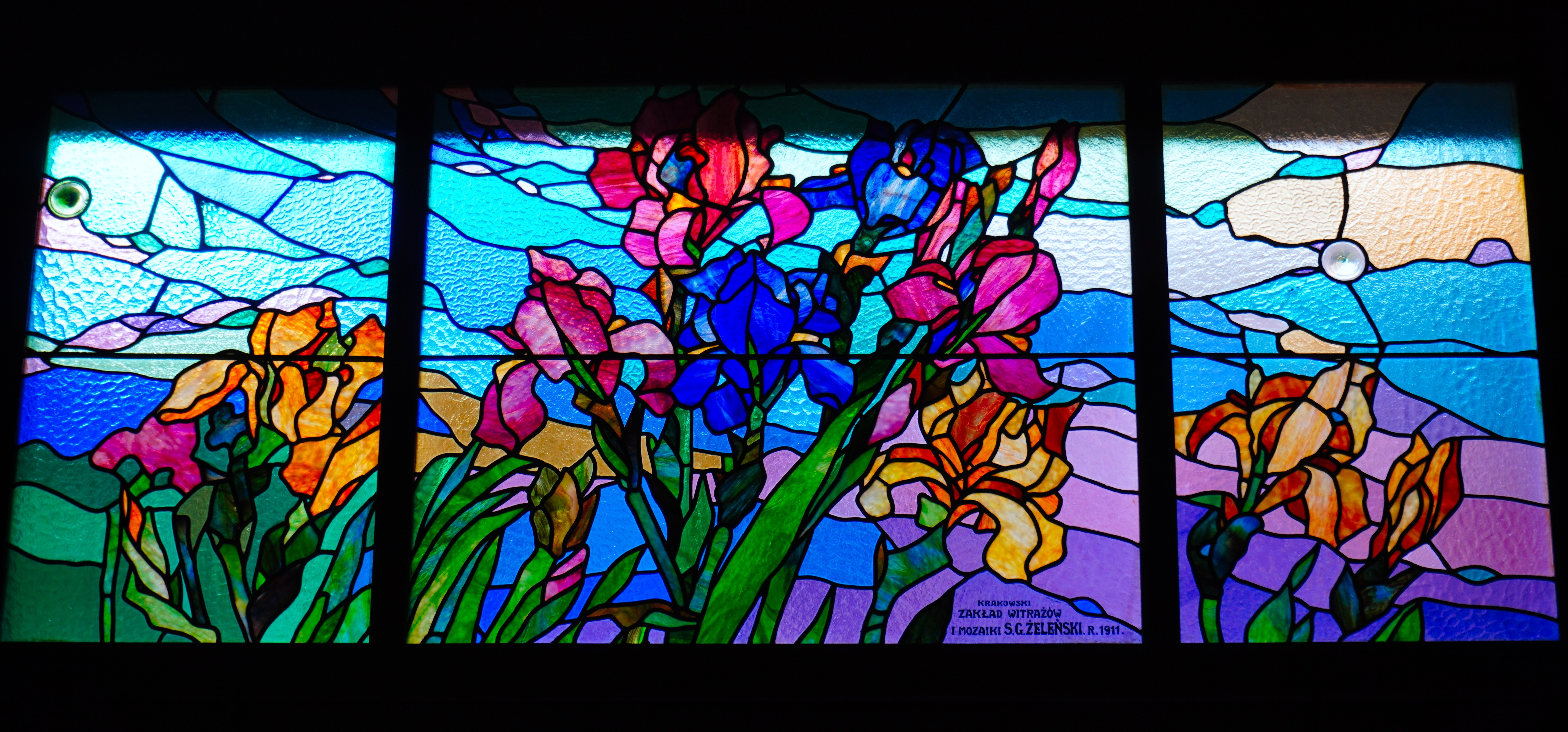
Witraż „Irysy” (1911), Kraków, ul. Karmelicka 27, nadświetle
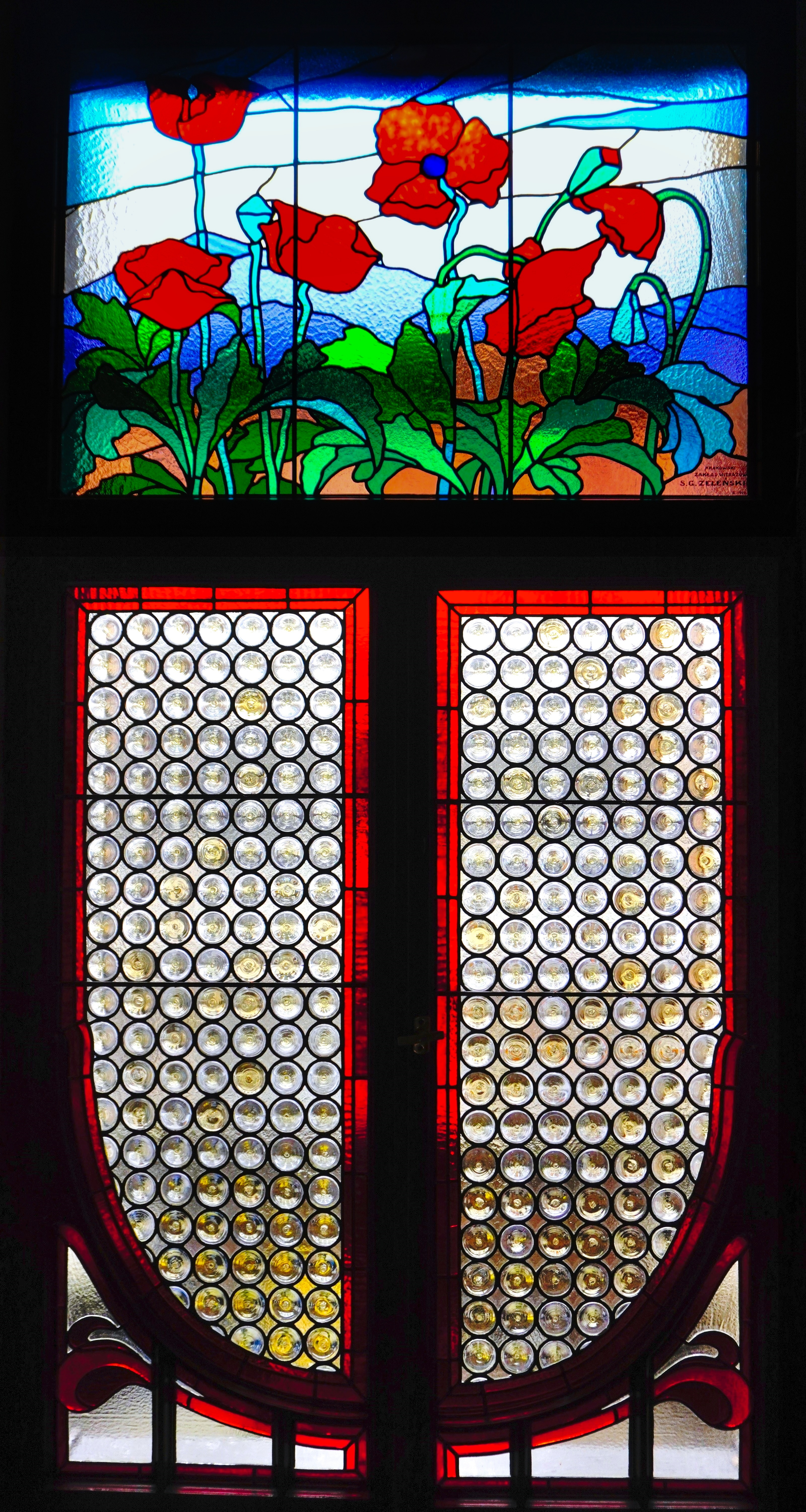
Witraż „Maki” (1914), Kraków, ul. Piłsudskiego 9, I półpiętro
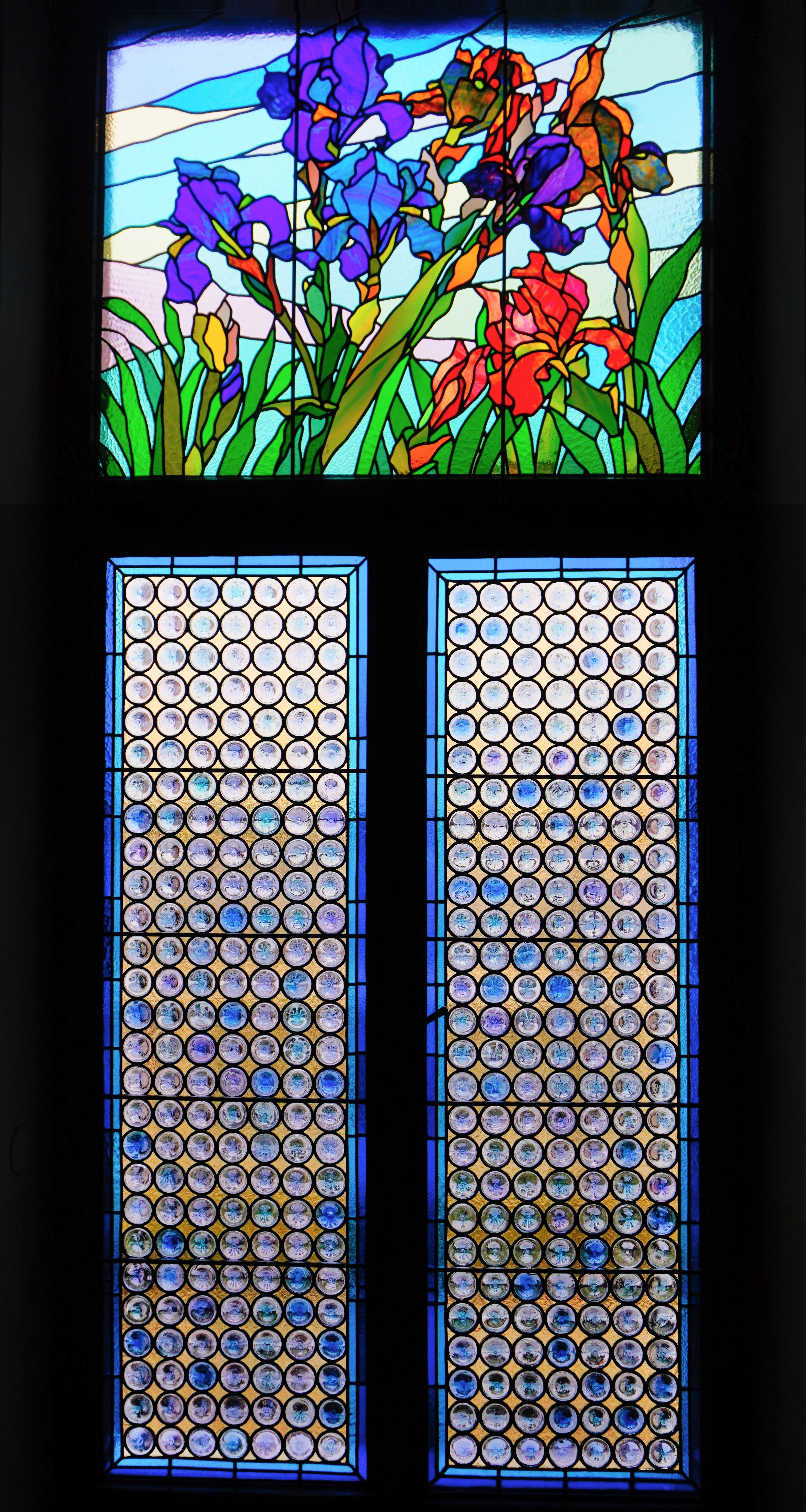
Witraż „Irysy” (1914), Kraków, ul. Piłsudskiego 9, II półpiętro
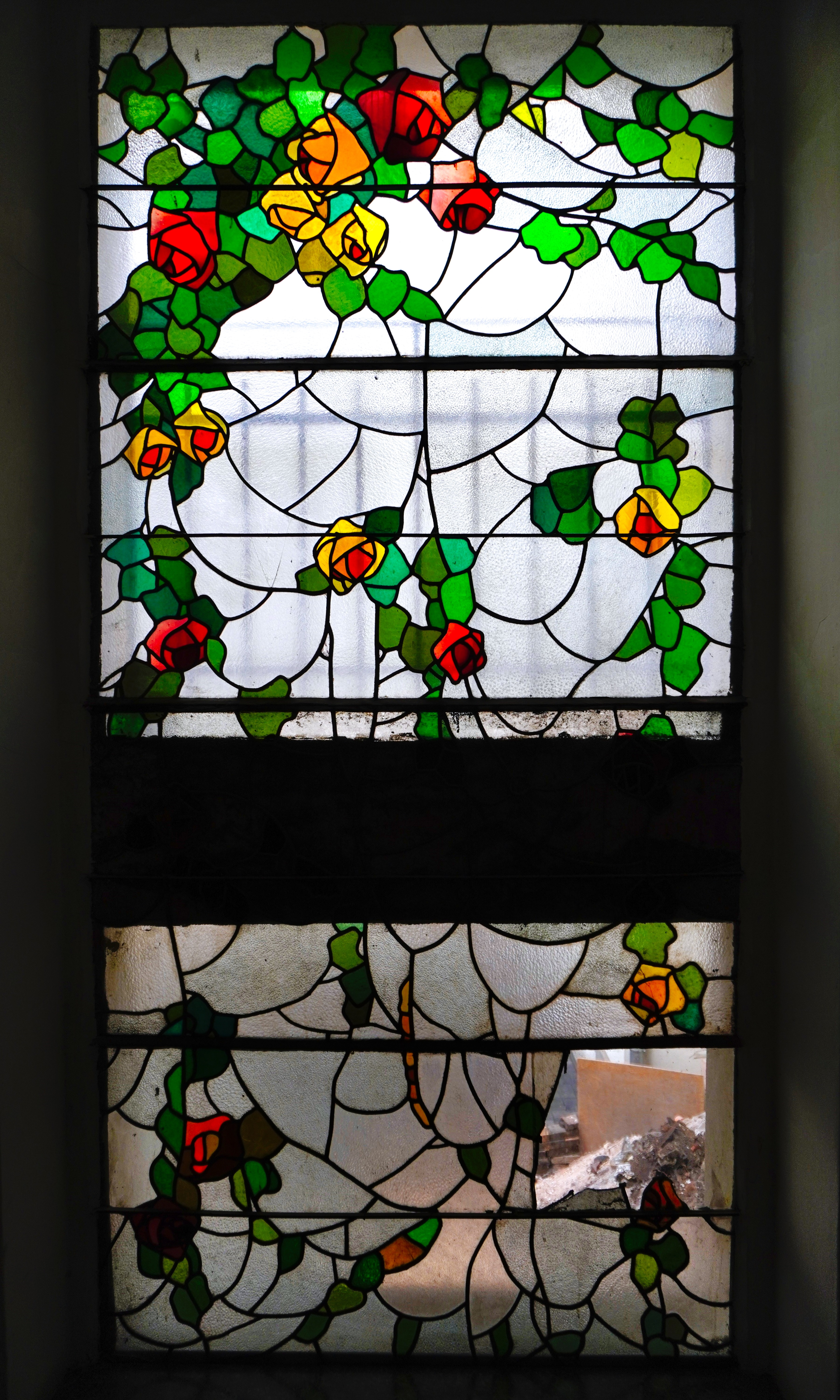
Witraż „Róże pnące” (1913), Kraków,  ul. Zwierzyniecka  17, I półpiętro
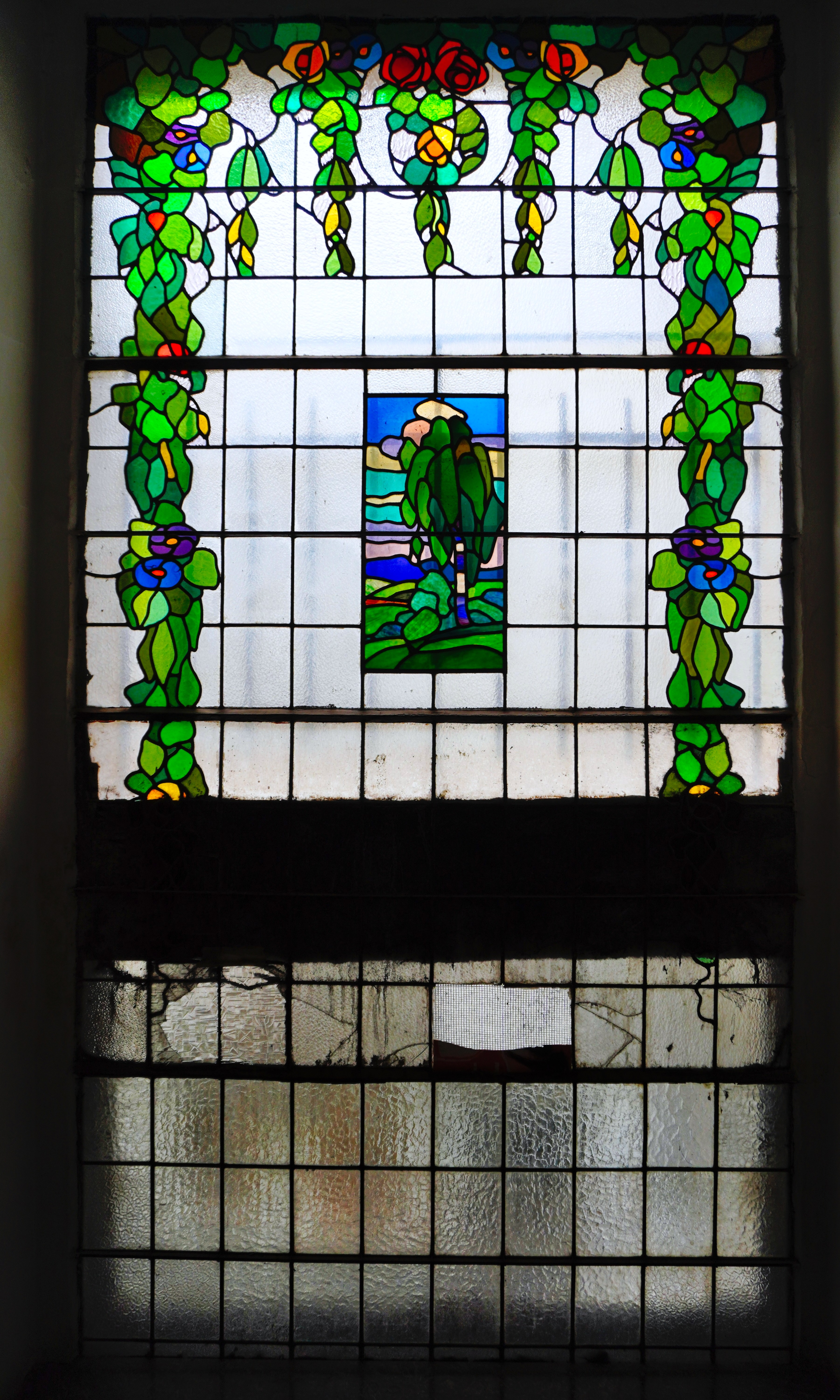
Witraż z obrazkiem topoli (1913), Kraków, ul. Zwierzyniecka 17, II półpiętro
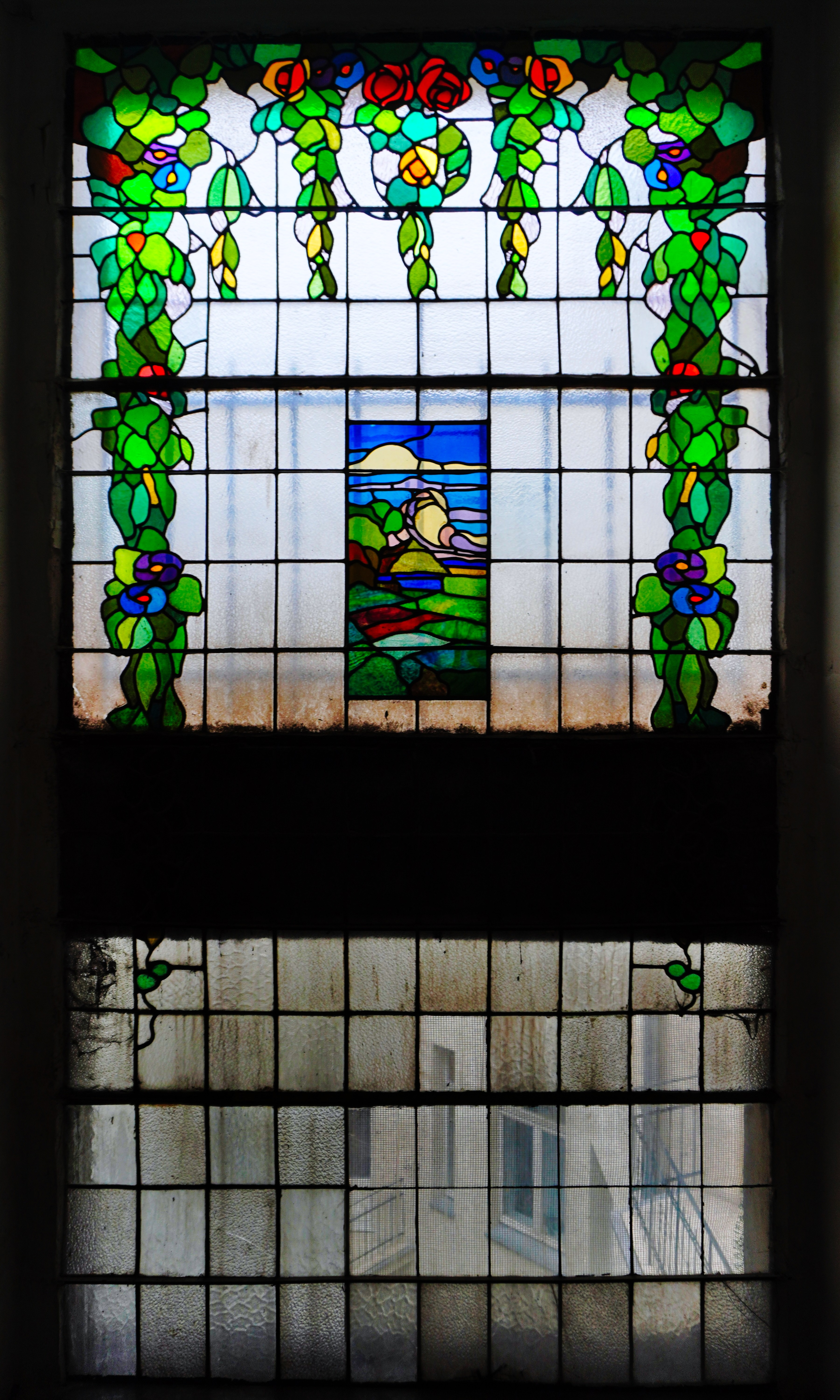
Witraż z obrazkiem chałupy (1913), Kraków, ul. Zwierzyniecka 17, III półpiętro
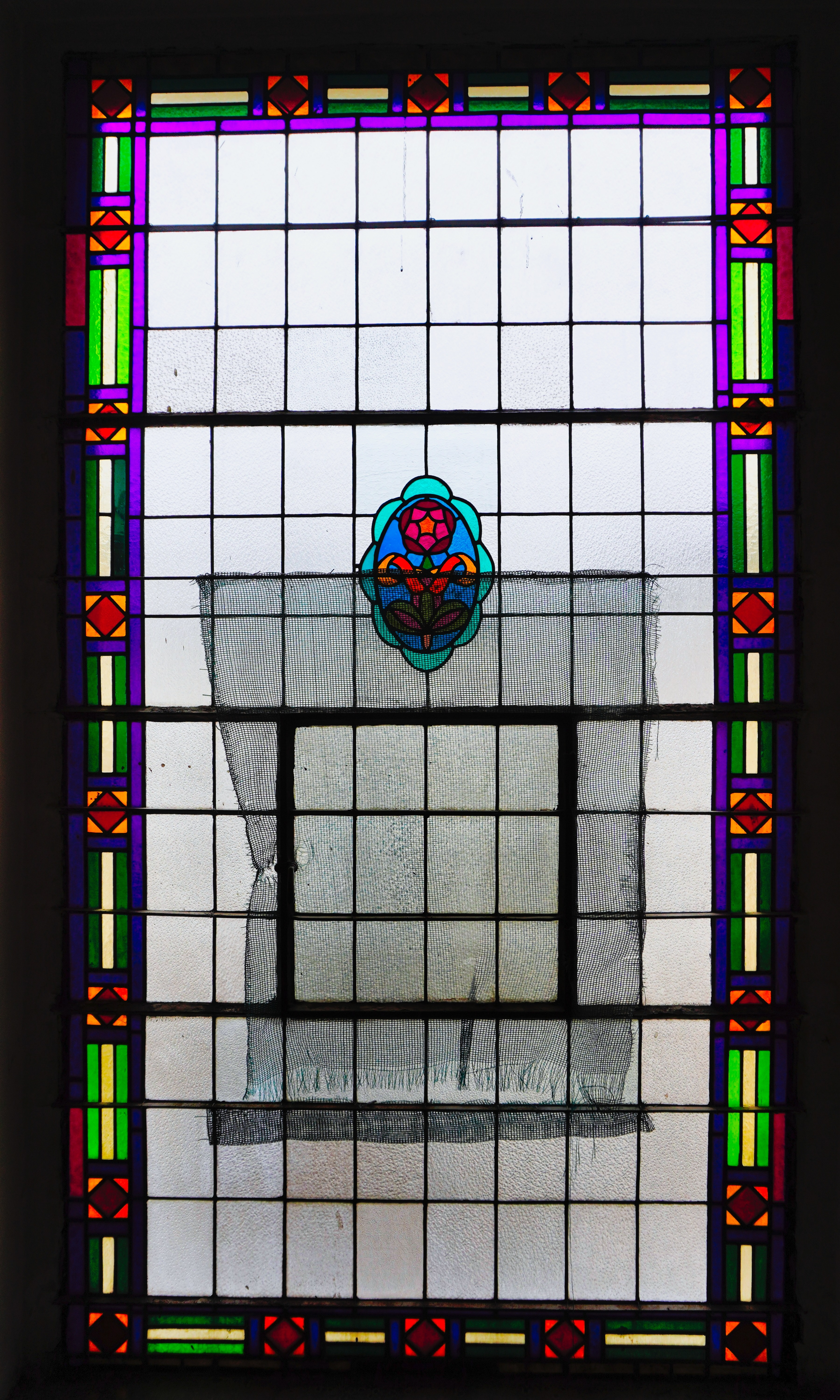
Witraż o motywie geometrycznym (1913), Kraków, ul. Zwierzyniecka 17, IV półpiętro
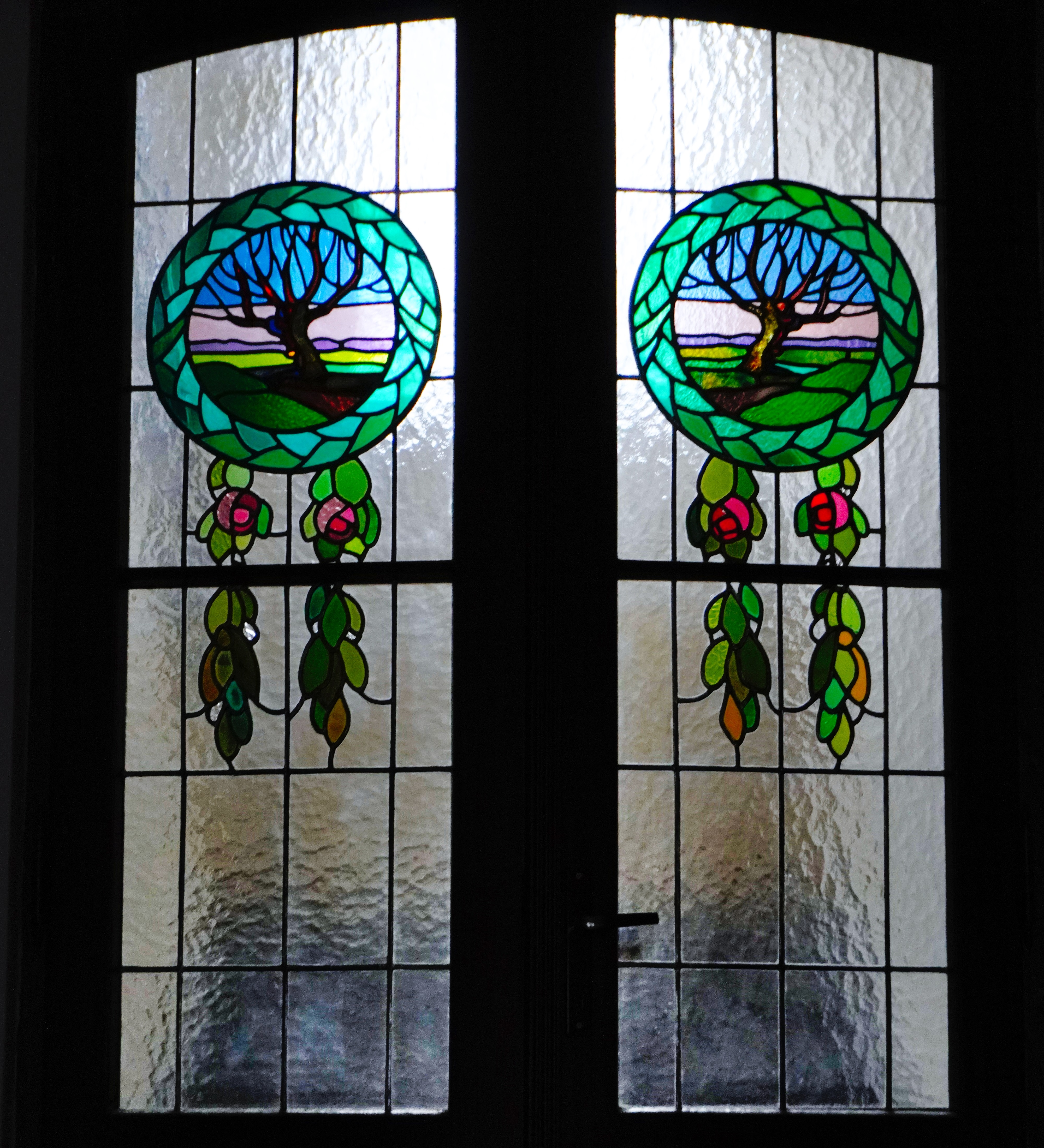
Witraż z medalionami z motywem krajobrazów, Kraków,  ul. Garncarska  5, drzwi na klatkę schodową
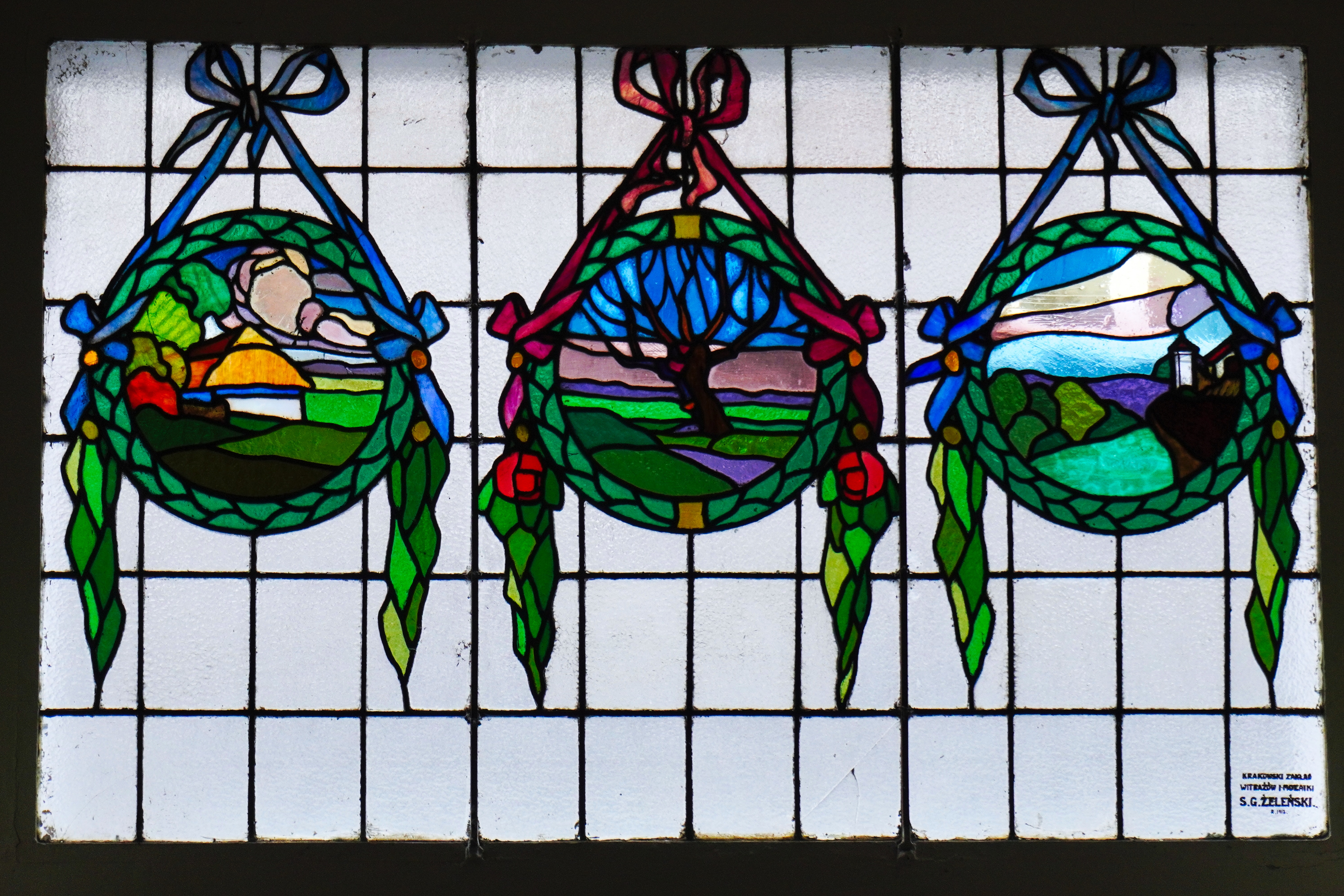
Witraż z medalionami z motywem krajobrazów, Kraków,  ul. Lenartowicza 5, nadświetle
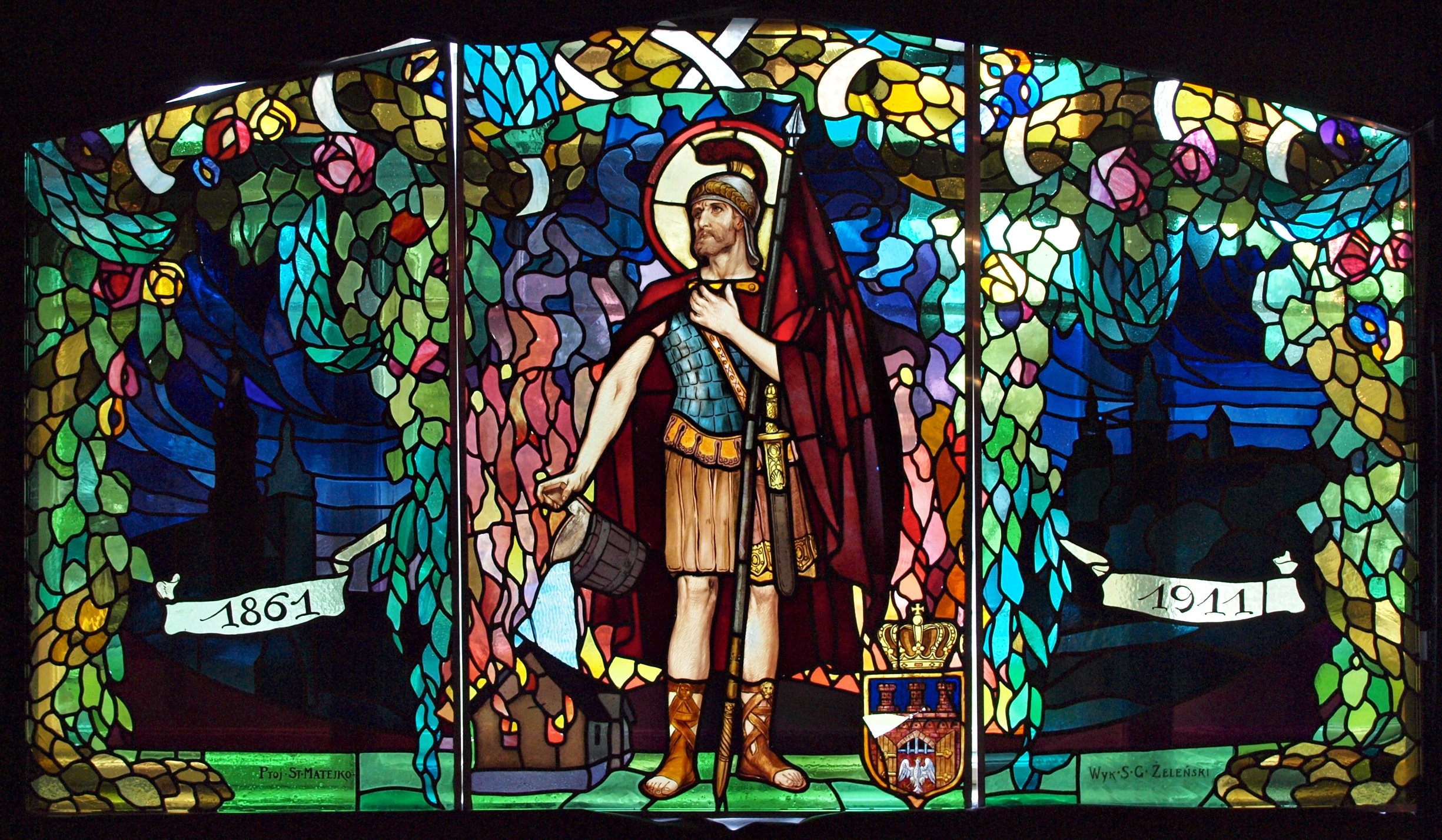
Witraż przedstawiający św. Floriana, wykonany z okazji 50-lecia Towarzystwa Wzajemnych Ubezpieczeń, obecnie w Muzeum Witrażu w Krakowie